# Lužany pri Topli
Lužany pri Topli este o comună slovacă, aflată în districtul Svidník din regiunea Prešov. Localitatea se află la altitudinea de 180 m deasupra n.m., se întinde pe o suprafață de 3,24 km2 și în 2017 număra 261 de locuitori.

## Istoric
Localitatea Lužany pri Topli este atestată documentar din 1370.

## Demografie
| An:                | 1994 | 2004   | 2014   | 2024   |
| ------------------ | ---- | ------ | ------ | ------ |
| Număr de persoane: | 248  | 259    | 261    | 247    |
| Diferență:         |      | +4,43% | +0,77% | −5,36% |

| An:                | 2023 | 2024   |
| ------------------ | ---- | ------ |
| Număr de persoane: | 255  | 247    |
| Diferență:         |      | −3,13% |